# Tjuchtet (Ort)
Tjuchtet (russisch Тюхте́т) ist ein großes Dorf (selo) in der Region Krasnojarsk in Russland mit 4791 Einwohnern (Stand 14. Oktober 2010).

## Geographie
Der Ort liegt etwa 230 km Luftlinie (280 km Landweg) westnordwestlich des Regionsverwaltungszentrums Krasnojarsk in der Tschulymebene. Er befindet sich am gleichnamigen Flüsschen Tjuchtet (auch Jelanny Tjuchtet), das etwa 2 km westlich in die Tschet mündet.
Tjuchtet ist Verwaltungszentrum des Rajons Tjuchtetski sowie Sitz der Landgemeinde (selskoje posselenije) Tjuchtetski selsowet, zu der außerdem die Dörfer Oskarowka (14 km südwestlich), Pokrowka (5 km westlich), Pusanowo (12 km südlich) und Romanowka (15 km südwestlich) gehören.

## Geschichte
Die russische Besiedlung des zuvor vorwiegend von Tschulymern und sibirischen Tataren bewohnten Gebietes begann erst relativ spät, in den 1820er-Jahren. Relativ groß war der Anteil an nach dem Januaraufstand verbannten Polen, nach einem späteren Umsiedlungsschub Anfang des 20. Jahrhunderts auch Ukrainern, Weißrussen und Letten (Lettgallen). So entstand auch Tjuchtet 1924 als Umsiedlerort. Bereits am 25. Mai 1925 wurde es Verwaltungssitz eines nach ihm benannten Rajons. Weitere Verbannte wurden in den 1930er-Jahren nach Pasetschnoje gebracht.

## Bevölkerungsentwicklung
| Jahr | Einwohner |
| ---- | --------- |
| 1939 | 2802      |
| 1959 | 4113      |
| 1970 | 5267      |
| 1979 | 5182      |
| 1989 | 5937      |
| 2002 | 5219      |
| 2010 | 4791      |

Anmerkung: Volkszählungsdaten

## Verkehr
Nach Tjuchtet führt die Regionalstraße 04K-004, die in der 40 km südlich gelegenen Stadt Bogotol von der föderalen Fernstraße R255 Baikal Nowosibirsk – Krasnojarsk – Irkutsk abzweigt. Dort befindet sich auch an der Transsibirischen Eisenbahn die nächstgelegene Bahnstation. Von Tjuchtet zunächst die Tschet abwärts verläuft die weitgehend unbefestigte 04N-893 in das etwa 100 km entfernte Dorf Tschindat an einem gleichnamigen Zufluss des Tschulym.
Einige Kilometer nördlich von Tjuchtet befand sich ein kleiner Flughafen (ICAO-Code UNQH), der seit den 1990er-Jahren außer Betrieb ist.